# なかまち夢通り

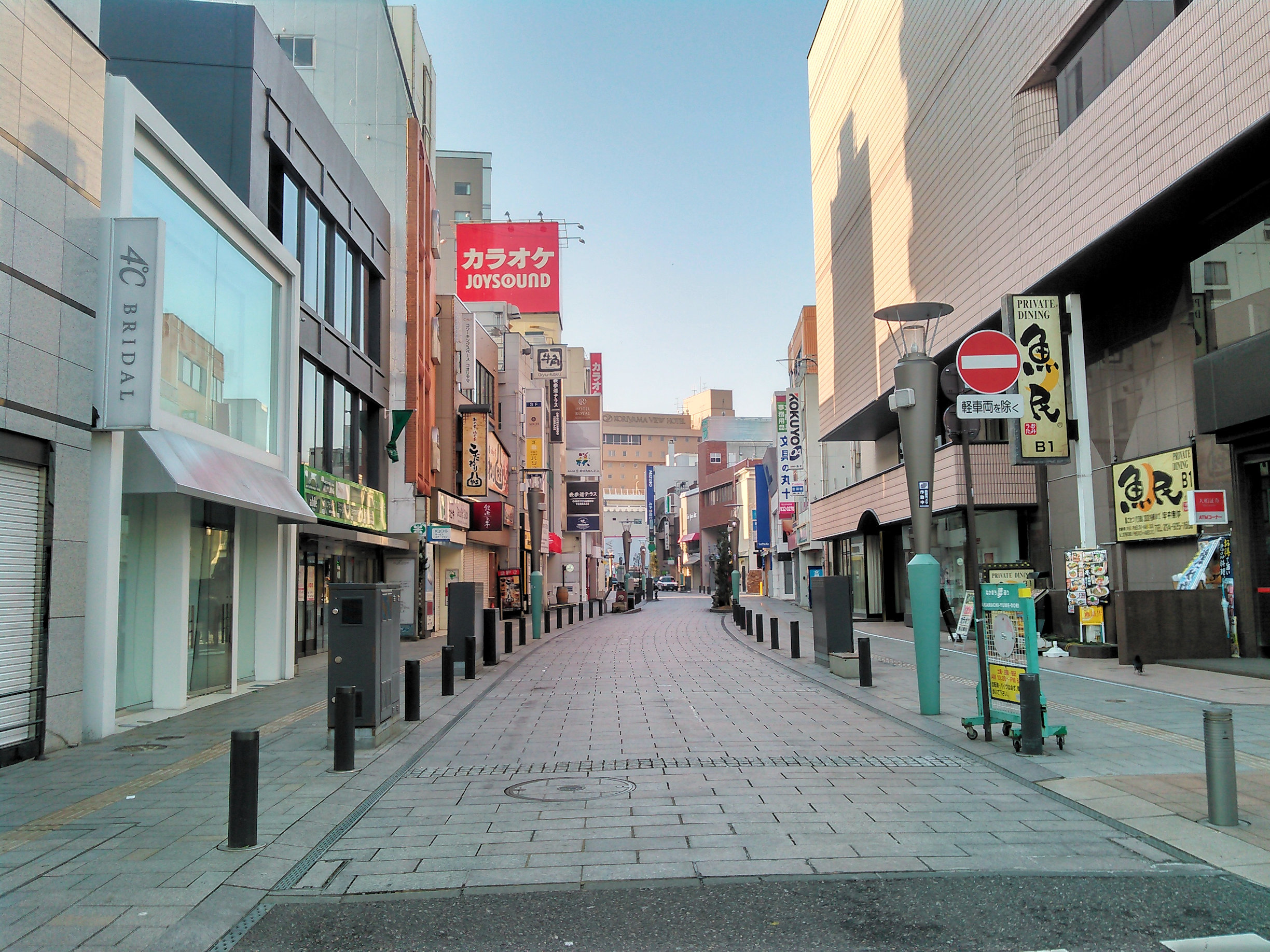
なかまち夢通り駅前大通り側入口

なかまち夢通り（なかまちゆめどおり）は、福島県郡山市中町にある通りの名称。福島県道355号須賀川二本松線の市内中町の郡山ビューホテルアネックス前から阿部ビル前までの305mを整備して作られた。

## 概要
以前は中央通りと呼ばれていた。商店街としての名称は郡山市中央商店街。この名称が表すように、郡山市随一の商店街である。市内唯一となった百貨店のうすいがあることから、うすい通りという別名も使われる。
2004年3月、中心市街地活性化のため、舗装の高質化や電線地中化、モニュメントの設置、イベント用の設備の設置が完成し、現在の愛称がつけられた。車道部分は南から北に向かう一方通行になっている。
1990年代にはモータリゼーションの進行により利用者が減少したが、JR郡山駅からも遠くなく、3,000円以上の利用者が無料で利用できる立体駐車場もある他、集客のためのイベントが頻繁に行われることもあり、近年は利用者の減少に歯止めがかかったというデータもある。

## 沿線
- 郡山ビューホテルアネックス
- 4℃ ブライダル郡山店
- 郡山スクエアビル
- ホテルロイヤル郡山
- JTB福島支店団体旅行専門店舗
- 安積国造神社表参道
- ホテルプリシード郡山（2023年5月末閉館）[2]
- セントラルフィットネスクラブ郡山
- みずほ銀行郡山支店
- うすい百貨店
- フロンティア通り
- 秋田銀行郡山支店
- 郡山ビューホテル・ビュープラザ郡山
- 東邦銀行郡山中町支店

## 閉店・移転したもの
- ツタヤ百貨店
- トミヤ - 1963年（昭和38年）に破産し、ビルはうすいが買収した[3]。
- マハラジャ - 郡山ビューホテルアネックス地下に出店。
- サーティワンアイスクリーム - やまのいカルチュアセンター1階に出店。
- 新星堂カルチェ5郡山店 - 現在のwing gardenに出店していた。
- ミスタードーナツ ： 安積野ビル1階に出店していた。
- マクドナルド
- タカキュー - 安積野ビルに出店。
- そうご電器 - 跡地はうすい百貨店の現店舗の敷地の一部となる。
- ヨークベニマル中町店 - 創業地。後にヨークベニマル運営のファンシーショップ「チロンヌップ」となり、現在は美容室が入るテナントビルとなっている。
- 会津っぽ - ビュープラザ郡山地下に出店。
- イトーヨーカ堂郡山店（初代） -  市内西ノ内へ移転。跡地はうすい第1駐車場。